# Copa Internacional de Río
La Copa Internacional de Clubes Campeones, conocida simplemente como la Copa Río debido a su localización, fue una competición internacional de clubes de fútbol, no oficial jugada durante tres años consecutivos en la década de los años 1950. La competición de 1951 tuvo criterios técnicos para la calificación de los equipos y fue ganada por  Palmeiras. A su organización participaron oficiosamente representantes de la FIFA. El club brasileño, solicitó a la FIFA varias veces de reconocer el torneo como un mundial, sin un resultado positivo. El Fluminense también lo hizo en 2007 pero sin éxito.
La FIFA considera la primera edición como la primera competición de clubes a nivel mundial.
En abril de 2019, el presidente de la FIFA, Gianni Infantino,  entrevistado por los medios de comunicación brasileños, reiteró 
que para la federación mundial, solo los ganadores de la Copa Intercontinental y la Copa Mundial de Clubes son oficialmente campeones mundiales.

"Ya hemos decidido dar el título de campeón mundial a todos los que han ganado la Copa entre Europa y América del Sur desde 1960.
1951 está un poco más atrás".
Gianni Infantino, presidente de la FIFA. Brasilia, 9 de abril 2019.

## Historia de la solicitud de reconocimiento

Gianni Infantino, presidente de la FIFA, reiteró que los campeones mundiales oficiales son los clubes ganadores de la Copa Intercontinental y de la Copa Mundial de Clubes.

En marzo de 2007, la FIFA, después varias solicitudes del club brasileño, lo habría considerado el primero campeonato mundial de clubes oficial con un fax firmado por el secretario Urs Linsi. El 26 de abril, la FIFA informó que aún no había culminado el proceso para tomar esta decisión y que hasta ahora el tema fue tratado apenas en un nivel administrativo por la secretaría general, pero que frente a la importancia y complejidad del asunto debería ser sometido al Comité Ejecutivo de la Federación. Sin embargo, en diciembre de ese mismo 2007 negó este reconocimiento, também porque, muchos equipos que ganaron torneos similares, enviaron solicitudes de formalización. En 2013 la FIFA, después otras solicitudes, por mano de otro secretario Jérôme Valcke, reconoció nuevamente (siempre a nivel de secretariado, ergo temporalmente) con fax al Palmeiras la competencia como una Copa Mundial oficial, escribiendo también: "A fin de asegurar que todos los archivos de este campeonato estén actualizados, circularemos una copia de esta carta internamente en la FIFA y actualizaremos nuestros archivos en FIFA.com." 
Todo esto pero no sucedió y en 2014 la federación mundial, después de la reunión del Comité Ejecutivo a Río de Janeiro, reconoció a la Copa Río (como había pedido la federación brasileña) simplemente como la primera competición mundial de clubes y Palmeiras como el ganador, sin ninguna referencia 
a un título de campeón del mundo.
El concepto fue reiterado en enero de 2017 cuando la FIFA, después de las preguntas formuladas por un famoso periódico brasileño, emitió la siguiente nota:
En su reunión en Sao Paulo el 7 de junio de 2014, el Comité Ejecutivo de la FIFA estuvo de acuerdo con la solicitud de la CBF (Confederación Brasileña de Fútbol) de reconocer el torneo de clubes de Europa y América del Sur de 1951 como la primera competición mundial de clubes y Sociedad Deportiva Palmeiras como la ganadora. La FIFA reconoce y valora las iniciativas para establecer competiciones de clubes en todo el mundo a través de la historia. Este es el caso de los torneos que involucran a clubes europeos y sudamericanos, como la pionera Copa Río, jugada en 1951 y 1952, y la Copa Intercontinental.
Esta posición cambió en octubre de 2017 cuando la FIFA otorgó a los ganadores de la Copa Intercontinental el título oficial de campeones mundiales.
En Brasil, el tema es fuente de muchas discusiones. En el perfil de Instagram de la FIFA, en 2016, la federación mundial misma, de alguna manera, celebró el equipo paulista pero, sin embargo, para ser válido un título debe ser aprobado mediante una Nota Oficial por el Consejo de la FIFA, de lo contrario sigue siendo simbólico.
En el pasado, la FIFA en su red telemática consideraba la Copa Intercontinental como mundial pero tuvo que esperar al 2017 por ser considerado válido, cuando a través de un Comunicado Oficial, emitido por su único órgano competente, el Consejo (ex Comité Ejecutivo), reconoció oficialmente (de iure) a los ganadores de este certamen como legítimos Campeones del Mundo de Clubes.
La Copa Río 1951, a diferencia de la Copa Intercontinental no es ni siquiera reconocido como un torneo oficial da la FIFA; por otra parte la Conmebol, a diferencia de la misma Copa Intercontinental y la Copa Mundial de Clubes de la FIFA, no la incluye entre las competiciones oficiales, es decir aquellos reconocidas como válidas por una organización y no solo organizado por ella, de hecho la Conmebol incluye en su lista de competiciones oficiales el Mundial de Clubes que está totalmente organizado por la FIFA.
La FIFA en sus documentos no menciona la Copa Río como un antecedente oficial del campeonato mundial de clubes y torneo cesionario del título mundial.
Después del reconocimiento de iure de la Copa Intercontinental en octubre de 2017, con su inclusión en el documento oficial relativo al registro de la Copa Mundial de clubes, como cesionaria del título mundial de la FIFA, el Palmeiras solicitó el apoyo de la Conmebol para convencer a la federación mundial de atribuir el mismo estatus a la Copa Río de 1951.
En abril de 2019, el presidente de la FIFA, Gianni Infantino,  entrevistado por los medios de comunicación brasileños, reiteró una vez más que para la federación mundial, solo los ganadores de la Copa Intercontinental y la Copa Mundial de Clubes son oficialmente campeones mundiales.

"Ya hemos decidido dar el título de campeón mundial a todos los que han ganado la Copa entre Europa y América del Sur desde 1960.
1951 está un poco más atrás".
Gianni Infantino, presidente de la FIFA. Brasilia, 09 de abril 2019.

"El título mundial de Palmeiras... Para milagros, tienes que preguntar a otro, no a mí..."
Gianni Infantino, presidente de la FIFA. Brasilia, 09 de abril 2019.

Pocos días después, el ya expresidente (por más de tres años) Joseph Blatter, contactado por los medios brasileños, dijo que, según él, Palmeiras fue el primer campeón mundial, sin especificar si simbólicamente o oficialmente. Bajo su gestión pero no se emitió ningún documento del Comité Ejecutivo/Consejo FIFA que declaró a Palmeiras "campeón mundial" sino más bien como el ganador de la primera competición de clubes a nivel mundial, un prestigioso reconocimiento que sin embargo no le permite de aparecer en el registro oficial de los campeones del mundo FIFA, publicado por la entidad con documento oficial catalogado en su sitio web en la sección Official Documents.

## Historia
La Copa Rio tuvo su importancia histórica al tratarse de uno de los primeros torneos mundiales de clubes (el segundo por antigüedad luego del Trofeo Sir Thomas Lipton), en este caso, organizada por la CBD, y arbitradas por extranjeros, bajo supervisión oficiosa de la FIFA.
En 1953 ganó el formato de la competición y el nuevo nombre: Torneio Octogonal Rivadavia Corrêa Meyer (Copa Rivadavia) un nuevo torneo en honor del Presidente de la CDB, con otros patrocinadores y con personalidad jurídica propia, que fue ganado por Vasco da Gama. No obstante, este torneo se considera el sucesor inmediato de la Copa Río.
El nombre Copa Río debese al patrocínio de la prefectura de Río de Janeiro, ciudad dónde fueron disputados los principales partidos. La Copa Río ha sido un intento de reaviver el interés de Brasil en el fútbol, muy comprometido por lá pérdida del Mundial en 1950.
La primera edición, en 1951, fue ganada por Palmeiras. Fluminense fue el campeón del torneo en 1952.

#### Extinción de la Copa de Río
Un detalle que terminó de una manera más significativa de la II Copa de Río es que fue la segunda y última. De hecho, nadie sabe exactamente por qué, cinco clubes de Río de Janeiro y San Pablo se reunieron y decidieron forzar la CBD para la extinción de la Copa de Río dejó el órgano de gobierno con un torneo internacional, al mismo tiempo, pero con otro nombre y otra regulación. Incluyendo el aumento del número de competidores de Brasil, que ahora serán cuatro: dos en Río de Janeiro y dos S. Paulo. Y esta nueva fórmula debe empezar a tener efecto ahora, en 1953.

#### Prohibición del Club Nacional de Fútbol
El director del Comité Nacional se reunió en el 9 de junio de 1953, y consideró la situación que surgió con la negativa de la junta de gobierno de prohibir el club de unirse a la "Copa de Rivadavia" y confiere por teléfono con los líderes de la Confederación Brasileña de Deportes en el problema.
Se consideraba imposible la participación de la Nacional, en vista de la negativa categórica de la Junta por 10 votos contra 3, ya que la participación no autorizada podría significar la violación de normas internacionales de fútbol.
La sesión de la Junta terminó en las primeras horas de ese día, basando su voto, 10 clubes de primera división, y la respuesta a favor sólo de la propia  Nacional, el Peñarol y Wanderers.
El Presidente de la Comisión Nacional Brum Carbajal también trató de tramitar su autorización como un homenaje a la CBD.
La votación terminó con las posibilidades de cualquier otra consideración de este asunto, por la Junta.
El CBD proporcionó a la prensa y la radio en 11 de junio de 1953 una larga y detallada "Oficio" entendimientos exclarecendo que ocurrió con el Nacional no participarán en el concurso "Copa Rivadavia Correa Meyer".
Para la correspondencia y telegramas cuyas embarcaciones fueron parte de esa nota que la CBD se encontró a los deseos de máxima entidad atitute Deventer etendeu a todos los del Club Nacional siempre ha sostenido que la altura del prestigio de que goza, junto con Peñarol y Wanderers, y contra los otros siete clubes, todo ello sin la expresión del nacionalismo que llevó a la Asociación Uruguaya de Fútbol para tomar una actitud completamente diferente desde entonces hasta ahora para ella en la CBD que siempre ha luchado por mantener vínculos más estrechos de amistad con la entidad "Oriental", sin tener que esperar, atitute siempre tan decepcionante que surgen cada vez que tenido en alta estima, incluso entre el público deportivo en Brasil.

## Historial
| Edición                                  | Campeón                                | Resultado                              | Subcampeón                             | Semifinalistas                         | Semifinalistas                         |
| Copa Internacional de Clubes Campeones   | Copa Internacional de Clubes Campeones | Copa Internacional de Clubes Campeones | Copa Internacional de Clubes Campeones | Copa Internacional de Clubes Campeones | Copa Internacional de Clubes Campeones |
| ---------------------------------------- | -------------------------------------- | -------------------------------------- | -------------------------------------- | -------------------------------------- | -------------------------------------- |
| 1951                                     | Palmeiras                              | 1–0 / 2–2                              | Juventus                               | Vasco da Gama                          | Austria Viena                          |
| 1952                                     | Fluminense                             | 2–0 / 2–2                              | Corinthians                            | Austria Viena                          | Peñarol                                |
| Torneio Octogonal Rivadavia Corrêa Meyer |                                        |                                        |                                        |                                        |                                        |
| 1953                                     | Vasco da Gama                          | 1–0 / 2–1                              | São Paulo                              | Corinthians                            | Fluminense                             |

### Palmarés
Nota: en negrita los campeonatos, en otro caso, subcampeonatos.
| Club          | Títulos | Subtítulos | Años campeón | Años subcampeón |
| ------------- | ------- | ---------- | ------------ | --------------- |
| Palmeiras     | 1       | -          | 1951         | –----           |
| Fluminense    | 1       | -          | 1952         | –----           |
| Vasco da Gama | 1       | -          | 1953         | –----           |
| Juventus      | –       | 1          | –----        | 1951            |
| Corinthians   | –       | 1          | –----        | 1952            |
| São Paulo     | –       | 1          | –----        | 1953            |

### Títulos por país
| País   | Títulos | Subtítulos |
| ------ | ------- | ---------- |
| Brasil | 3       | 2          |
| Italia | -       | 1          |

## Estadísticas

### Tabla histórica de rendimiento
| Pos. | Equipo             | Temp. | PJ | PG | PE | PP | GF | GC | Dif. | Puntos | Títulos |
| ---- | ------------------ | ----- | -- | -- | -- | -- | -- | -- | ---- | ------ | ------- |
| 1    | Vasco da Gama      | 2     | 12 | 9  | 2  | 1  | 29 | 14 | +15  | 29     | 1       |
| 2    | Fluminense         | 2     | 13 | 7  | 3  | 3  | 21 | 10 | +11  | 24     | 1       |
| 3    | Corinthians        | 2     | 11 | 6  | 2  | 3  | 29 | 19 | +10  | 20     | –       |
| 4    | Juventus           | 1     | 7  | 4  | 2  | 1  | 18 | 11 | +7   | 14     | –       |
| 5    | Palmeiras          | 1     | 7  | 4  | 2  | 1  | 10 | 8  | +2   | 14     | 1       |
| 6    | São Paulo          | 1     | 8  | 4  | 1  | 3  | 12 | 7  | +5   | 13     | –       |
| 7    | Austria Viena      | 2     | 10 | 4  | 1  | 5  | 23 | 23 | 0    | 13     | –       |
| 8    | Peñarol            | 1     | 4  | 2  | 0  | 2  | 5  | 6  | -1   | 6      | –       |
| 9    | Sporting de Lisboa | 3     | 9  | 1  | 2  | 6  | 10 | 18 | -8   | 5      | –       |
| 10   | Botafogo           | 1     | 3  | 1  | 1  | 1  | 6  | 5  | +1   | 4      | –       |
| 11   | Niza               | 1     | 3  | 1  | 0  | 2  | 4  | 7  | -3   | 3      | –       |
| 12   | Libertad           | 1     | 3  | 1  | 0  | 2  | 7  | 11 | -4   | 3      | –       |
| 13   | Nacional           | 1     | 3  | 1  | 0  | 2  | 4  | 8  | -4   | 3      | –       |
| 14   | Hibernian          | 1     | 3  | 0  | 1  | 2  | 4  | 9  | -5   | 1      | –       |
| 15   | Olimpia            | 1     | 3  | 0  | 1  | 2  | 4  | 10 | -6   | 1      | –       |
| 16   | Estrella Roja      | 1     | 3  | 0  | 0  | 3  | 4  | 7  | -3   | 0      | –       |
| 17   | Grasshopper        | 1     | 3  | 0  | 0  | 3  | 1  | 4  | -3   | 0      | –       |
| 18   | Saarbrücken        | 1     | 3  | 0  | 0  | 3  | 3  | 15 | -12  | 0      | –       |

- Sistema de puntuación: 3 Pts. por victoria; 1 Pts. por empate.

## Otros torneos
- La Pequeña Copa del Mundo de Clubes fue un torneo que le sucedió cronológicamente (1952-1957), y que designaba, por aquel entonces, al campeón del mundo aunque de manera no oficial. Con la creación de la Copa Intercontinental, torneo de clubes oficiales vinculados a la FIFA[1][4][5] perdió el sentido de la competición.